# Mininova
Mininova era um dos maiores sites de torrent da internet. O site começou em janeiro de 2005 como um sucessor de (altura em que era muito popular) Suprnova, que já passou a ficar fora de ar, no final de 2004 devido a questões jurídicas. Trata-se de um diretório e motor de pesquisa para muitos tipos de arquivos torrent.
Os visitantes do Mininova anonimamente pode carregar torrents para este site, monitorado por qualquer BitTorrent tracker. Mininova não permite submissões pornográfico nem ligar os endereços IP dos visitantes. A partir de 19 de fevereiro de 2008, existem mais de 550 mil torrentes da Mininova no banco de dados. Muitas das torrentes contêm links com direitos de autor de material protegido. A palavra "mininova" foi classificada como 9, na lista de termos mais consultados no Google em 2006.
Em abril de 2007, Mininova BV (a empresa que executa Mininova.org) ganhou uma disputa sobre o domínio mininova.com domínio, que era explorada por um phisher.
Em 18 de fevereiro de 2008, foi revelado que houve mais de quatro mil milhões de downloads.
Estima-se que em 2007 ela tenha arrecadado mais de um milhão de euros com publicidade.
Em 26 de Novembro de 2009 o site www.mininova.org foi processado e teve que remover todo o conteudo protegido por direitos autorais. Atualmente ele funciona como plataforma para novos artistas se promoverem.